# سیلوین چاملافل
سیلوین چاملافل (انگلیسی: Sylvain Chomlafel؛ زادهٔ ۱۵ مارس ۱۹۶۶) بازیکن فوتبال اهل فرانسه است.
از باشگاه‌هایی که در آن بازی کرده‌است می‌توان به باشگاه فوتبال آنژه، باشگاه فوتبال لانس، و باشگاه فوتبال سدان اشاره کرد.